# Palais Beaumont
Il Palais Beaumont (in italiano Palazzo Beaumont) è un centro congressi situato a Pau, in Francia. Costruito nel 1900, fu alternativamente palazzo d'inverno, casinò municipale e ospedale durante la guerra.

## Storia

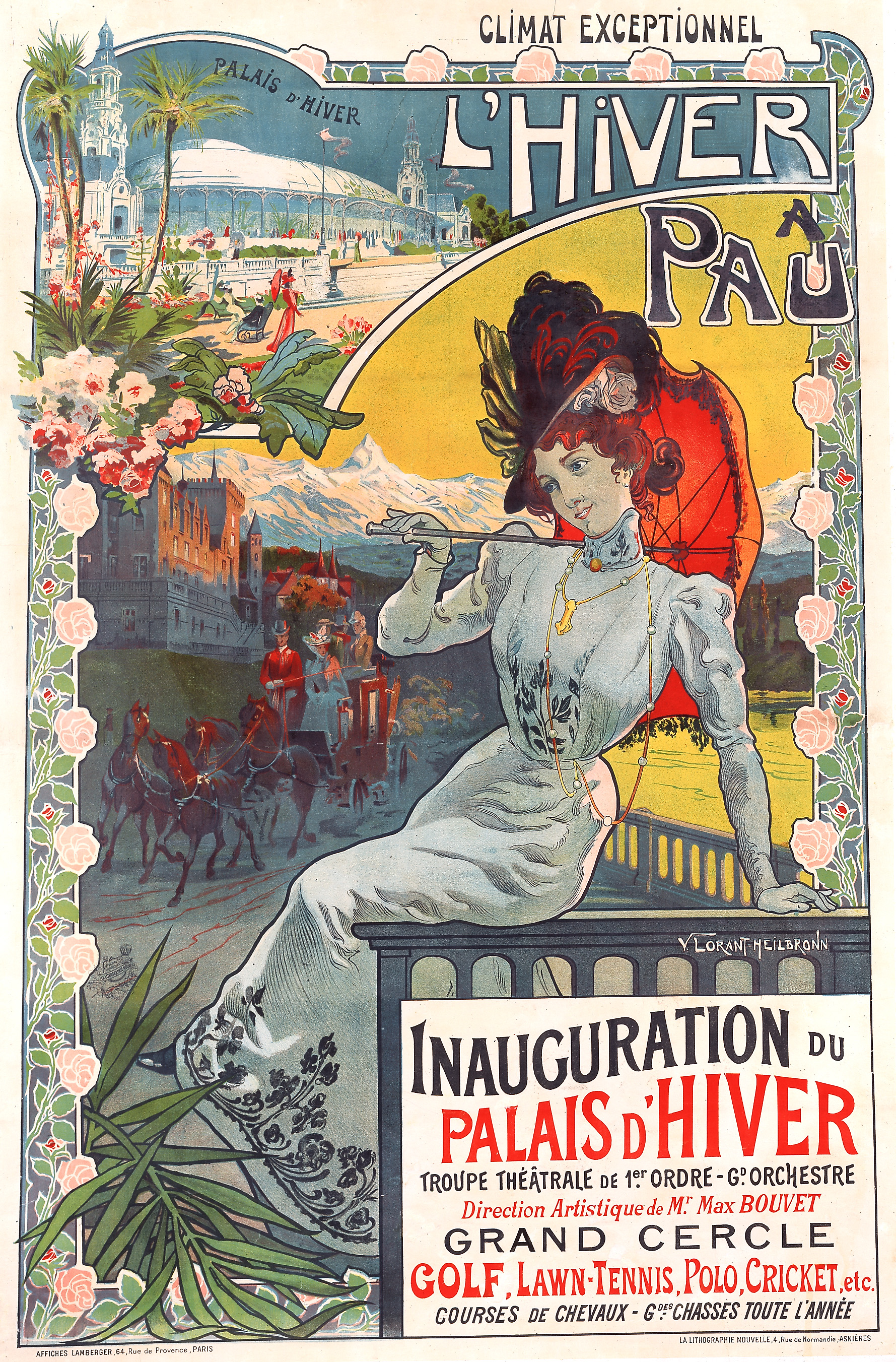
Manifesto dell'inaugurazione risalente al 1900

Alla fine del XIX secolo, il sindaco di Pau del tempo, Henry Faisans, decise di creare in una zona per giochi, spettacoli, feste e riunioni, in modo da accogliere i molti turisti britannici che all'epoca, ogni inverno, si spostavano a Pau per trascorrere le vacanze. Il sindaco affidò la creazione di questo palazzo invernale all'architetto Emile Bertrand. L'edificio è stato progettato in stile Néo rococo della Belle Epoque. Il Beaumont Palace è costituito da due campanili di 35 metri di altezza che incorniciano un palmarium di metallo e vetro di forma ellittica.
Nel 1927, il nuovo sindaco Alfred de Lassence firma un accordo con la Società dei casinò di Cannes e Deauville per lo sfruttamento del Palazzo come casinò. L'architetto Georges Wybo trasforma il Palais Beaumont distruggendo il palmarium per la costruzione di una grande sala rettangolare in stile neoclassico.
Dopo lo scoppio della seconda guerra mondiale, fu trasformato provvisoriamente in ospedale. Alla fine degli anni 2000, André Labarrère fu incaricato di ristrutturare il palazzo. La nuova inaugurazione avvenne il 21 gennaio 2000.